# کمیسر سیاسی

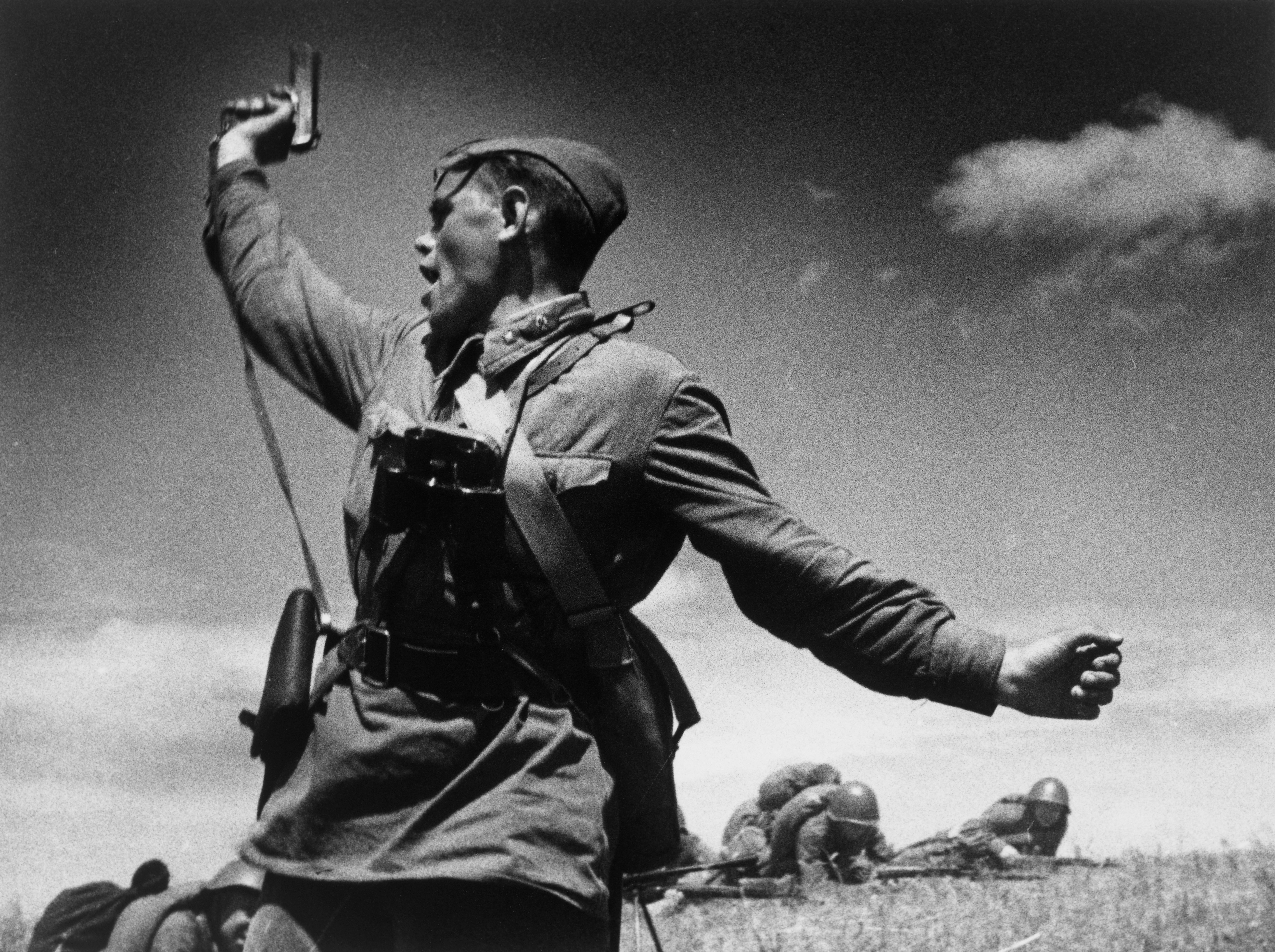
تصویر یک کمیسر سیاسی هنگ ۲۲۰ پیاده نظام که سربازان را به حمله فرا می‌خواند، جبهه شرقی، اوکراین شوروی، ۱۲ جولای ۱۹۴۲

کمیسر سیاسی یا افسر سیاسی (یا politruk، کلمه روسی: политический руководитель، تلفظ politicheskiy rukovoditel, ترجمه شده به "رهبر سیاسی"، "مقام سیاسی") یک افسر ناظر ارتش است با هدف اطمینان از کنترل سیاسی آموزشی (ایدئولوژی) و سازماندهی واحدی که به آن منصوب می‌شود.